# Hymenostylium jacksharpii
Hymenostylium jacksharpii là một loài Rêu trong họ Pottiaceae. Loài này được (H.A. Crum) B.H. Allen mô tả khoa học đầu tiên năm 2002.